# تپه گاودانه
تپه گاودانه مربوط به عصر مس و سنگ جدید - مفرغ است و در شهرستان ملایر، بخش جوکار، دهستان ترک شرقی، روستای اوچ تپه واقع شده و این اثر در تاریخ ۷ اسفند ۱۳۸۶ با شمارهٔ ثبت ۲۱۶۴۵ به‌عنوان یکی از آثار ملی ایران به ثبت رسیده است.